# Huawei MediaPad
MediaPad (T-Mobile SpringBoard, Orange Tahiti) — планшетный компьютер от компании Huawei, позволяющий легко и полноценно работать с изображениями, аудио- и видеофайлами и предоставляющий удобный доступ к сетевым игровым и информационным услугам.

## Презентация
Компания Huawei провела презентацию планшета MediaPad 20 июня 2011 года в Сингапуре. Это событие произошло за день до открытия «CommunicAsia 2011» — крупной выставки производителей компьютерной техники.

## Аппаратное обеспечение
Планшет оснащён 7-дюймовой ёмкостной сенсорной IPS-матрицей с разрешением экрана 1280 × 800 пикселей (плотность точек на дюйм — 217 ppi, время отклика B-W-B — 25 мс, контрастность — 805:1, максимальная яркость — 276 кд/м²), двухъядерным ARM-процессором Qualcomm Snapdragon S3 MSM8260 с частотой 1,2 ГГц, тип процессора Cortex-A8.  Устройство содержит приёмопередатчики Bluetooth версии 2.1, Wi-Fi 802.11 b/g/n, GPS (с поддержкой a-GPS). За навигацию отвечает чип gpsOne, позволяющий взаимодействовать с двумя спутниковыми системами — GPS и ГЛОНАСС, но поддержка российской спутниковой группировки не реализована.  Навигационные свойства могут быть использованы в процессе геотегинга.
Различия в версиях:
| Версия         | S7-301w | S7-301u               | S7-302u               | S7-303u               |
| -------------- | ------- | --------------------- | --------------------- | --------------------- |
| Поддержка WiFi | b/g/n   | b/g/n                 | b/g/n                 | b/g/n                 |
| Поддержка 2G   |         | GSM 850/900/1800/1900 | GSM 850/900/1800/1900 | GSM 850/900/1800/1900 |
| Поддержка 3G   |         | HSDPA 900/2100        | HSDPA 850/1900/2100   | HSDPA 900/2100/AWS    |

Устройство позволяет совершать звонки в сетях GSM и 3G, а также пользоваться сервисом SMS/MMS. Оснащено двумя камерами, расположенными на передней (1,3 Мп, для видео-звонков) и задней (5,0 Мп, с автофокусом) панелях. Поддерживаются следующие стандарты передачи данных GPRS, EDGE, HSDPA, HSUPA, HSPA+, UMTS/WCDMA.
Также в устройстве присутствуют G-sensor, датчик освещённости, цифровой компас, два динамика (стерео), один микрофон. Реализована технология SRS TruMedia sound. Форматы проигрываемых аудиофайлов: MP3, AAC, AAC+, eAAC+, WMA, MPEG4, WAV, MIDI, Real Audio. Mediapad проигрывает видеофайлы на аппаратном или программном уровне многих форматов и кодеков — AVI, 3GP, MKV, FLV, WMV.
Используемые датчики реализованы следующими микросхемами:
| Датчик       | Чип           |
| ------------ | ------------- |
| Освещённость | CM3602        |
| G-sensor     | LSM303DLH     |
| Bluetooth    | WCN1314       |
| Wi-Fi        | WCN1314       |
| GPS          | gpsOne Gen8   |
| DSP          | Hexagon QDSP6 |

Производительность аппарата в некоторых тестах:
| Benchmark                            | Результат                                                                                  |
| ------------------------------------ | ------------------------------------------------------------------------------------------ |
| BogoMIPS                             | 13.52                                                                                      |
| Quadrant                             | 1871                                                                                       |
| Quadrant2                            | 2196                                                                                       |
| Linpack                              | 46.22 MFLOPS (single-thread) / 58.81 MFLOPS (multi-thread)                                 |
| Nenamark v1                          | 43.2 fps                                                                                   |
| Nenamark v2                          | 33.5 fps                                                                                   |
| Nenamark v2.2                        | 33.8 fps                                                                                   |
| Vellamo                              | 1161                                                                                       |
| AnTutu v2.4.2                        | 5330                                                                                       |
| AnTutu v2.4.3                        | 5411                                                                                       |
| AnTutu v2.5                          | 5342                                                                                       |
| AnTutu v2.5.4                        | 5496                                                                                       |
| AnTutu v2.6                          | 5333                                                                                       |
| AnTutu v2.7.3                        | 4307                                                                                       |
| SunSpider 0.9.1 JavaScript           | 2658 ms +/- 4,7 %                                                                          |
| RL Benchmark (SQLite)                | 88.089 сек                                                                                 |
| Smartbench 2010                      | 307 (productivity index) / 1692 (games index)                                              |
| Smartbench 2011                      | 2719 (productivity index) / 1404 (games index)                                             |
| Smartbench 2012                      | 1561 (productivity index) / 1740 (games index)                                             |
| Super Pi (512000 знаков)             | 830 сек                                                                                    |
| GeekBench 2                          | 667                                                                                        |
| BrowserMark                          | 64259                                                                                      |
| Peacekeeper                          | 336                                                                                        |
| Basemark ES 2.0 Taiji                | 17 (Avg. score)                                                                            |
| Antutu Battery                       | 553                                                                                        |
| PassMark PerformanceTest Mobile beta | 1925 (System) / 3122 (CPU Tests) / 1573 (3D Graphics Tests)                                |
| GLBenchmark 2.1.2 Egypt              | 101609 ms (Fixed Time) / 17.8 fps (High) / 35.3 fps (Offscreen 720p) / 33.8 fps (Standart) |
| GLBenchmark 2.1.2 Pro                | 29692 ms (Fixed Time) / 25.1 fps (High) / 58.8 fps (Offscreen 720p) / 46.0 fps (Standart)  |

## Программное обеспечение

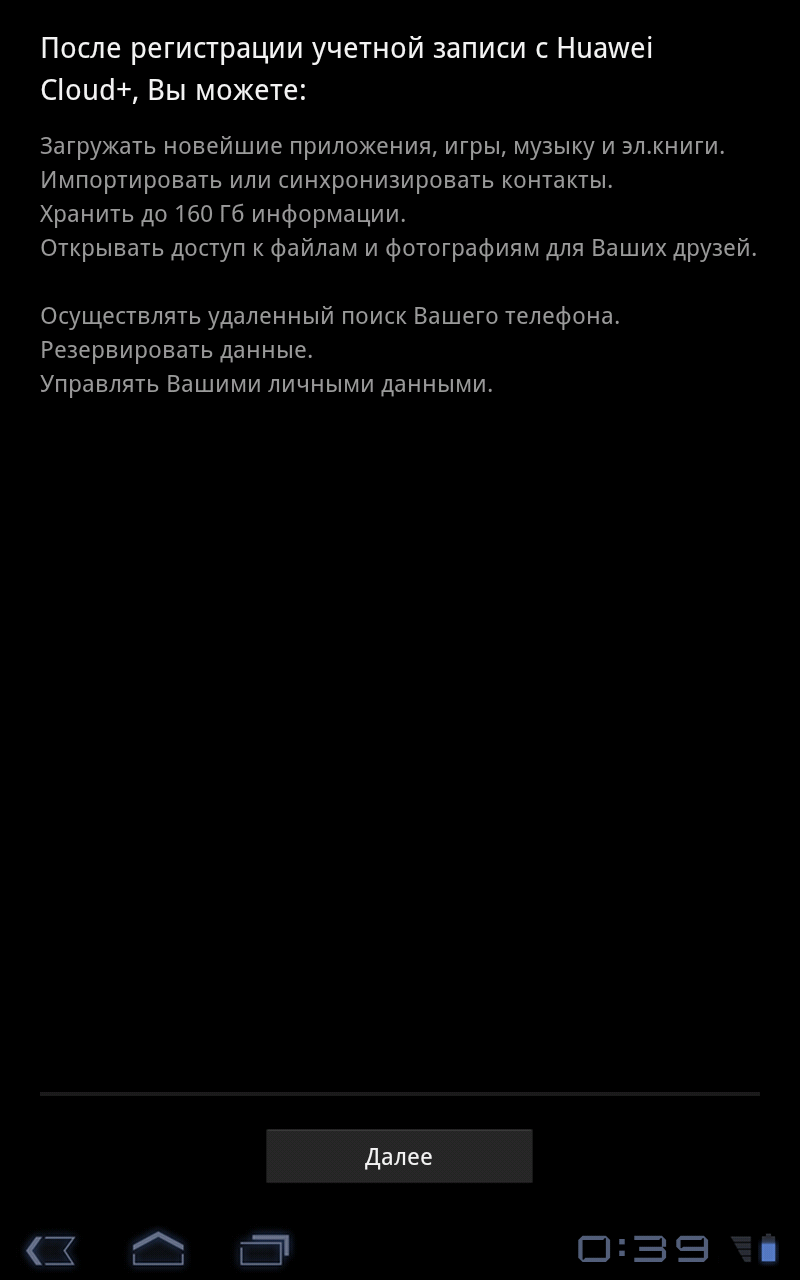
160 ГБ пользователям сервиса HiSpace

Операционной системой планшета является Android 4.0.3 Ice Cream Sandwich, которую производитель официально предоставил для свободного скачивания.
Изначально аппарат поступил в продажу с установленной версией операционной системы — Android 3.2 Honeycomb, где присутствуют следующие предустановленные приложения, как Android Маркет, клиенты Gmail, Facebook, Twitter, Yozo Office (или Documents To Go), Foxit Reader, а также игры — Angry Birds, Let’s Golf 2 и Asphalt 6.
Вышедшая 13 декабря 2011 версия Skype 2.6.0.95 для Android позволяет задействовать фронтальную камеру MediaPad для видео-звонков.
Фирменный облачный сервис HiSpace с апреля 2012 года предложит российским пользователям бесплатный доступ к 160 ГБ свободного пространства для хранения, синхронизации и коллективного доступа к информации.
Сообщалось, что планшет должен получить официальное обновление операционной системы до версии Android 4.0 Ice Cream Sandwich в первом квартале 2012 года. Хотя на начало января 2012 года энтузиастами уже были представлены прошивки ICS.

## Конкуренты
Планшет рассматривается как конкурент устройствам многих именитых брендов:
- Samsung Galaxy Tab 7.7
- Samsung Galaxy Tab 7.0 Plus
- Samsung Galaxy Tab 2 7.0
- Acer Iconia A101
- BlackBerry Playbook
- Motorola DROID XYBOARD 8.2
- Lenovo IdeaPad A1
- Toshiba Excite 7.7
- Asus Eee Pad MeMo ME171
- HTC EVO View 4G
- HTC Flyer
- ZTE Optik
- ZTE V66
- ZTE T98
- ZTE Light Tab 2
- ZTE Light Tab 300
- Wexler TAB 7t

## Интересные факты
По качеству сборки гаджет не уступает Apple iPad 2.
Корпус и кнопки устройства выполнены из алюминия. Компания-производитель вместе с обновлением операционной системы до конца первого квартала 2012 года представит новые цвета исполнения корпуса: «угольный чёрный», «классический коричневый» и «экспрессивный розовый». Huawei задержал выпуск обновления почти на месяц, опубликовав его уже во втором квартале 2012 года — 28 апреля. Производитель в китайском пресс-релизе озвучил улучшения от новой прошивки — заметно уменьшилось время загрузки операционной системы (до 5 секунд вместо 90 секунд) и общая производительность должна вырасти на 18 процентов.
Сенсорный экран MediaPad обрабатывает пять одновременных касаний.
Девайс может выступать как точка доступа «Wi-Fi Hotspot» (раздавать Интернет по Wi-Fi) и «USB-хост» (взаимодействовать с флеш-накопителями, USB-мышами и клавиатурами).
Хотя с устройства можно совершать GSM-звонки, телефонного динамика в гаджете не предусмотрено, что требует наличия гарнитуры (проводной или Bluetooth), иначе речь собеседника становится слышна окружающим через динамики планшета.
С порта microHDMI (Type D) видеопоток передаётся на внешние устройства с разрешением 1080p.
Планшет, несмотря на имеющийся разъём для подключения зарядного устройства, способен заряжаться через порт microUSB.
MediaPad первым из планшетов получил версию Android 3.2 Honeycomb. Дополнительные возможности устройство приобретает после активации root-доступа.
Объявленные цены на планшет на конец 2011 года: в России — 15300 рублей, в Сингапуре — 598 сингапурских долларов, в Новой Зеландии — 549 долларов,в Великобритании — 275 фунтов (не включая налоги), в Беларуси — 4 599 000 рублей. В США будет продаваться под названием T-Mobile SpringBoard за 430 долларов (без контракта). В отличие от моделей MediaPad (S7-301w, S7-301u, S7-302u) модель T-Mobile SpringBoard (S7-303u) будет комплектоваться встроенным хранилищем на 16 Гб. В начале января 2012 года ещё один ведущий оператор связи объявил о запуске продаж планшета под своим брендом — Orange Tahiti.
Различия в операторских версия планшета:
| Технический параметр        | Huawei MediaPad | T-Mobile SpringBoard | Orange Tahiti |
| --------------------------- | --------------- | -------------------- | ------------- |
| Объём оперативной памяти    | 1 ГБ            | 1 ГБ                 | 512 МБ        |
| Объём встроенного хранилища | 8 ГБ            | 16 ГБ                | 8 ГБ          |
| Поддержка GSM-сетей         | 3G              | 4G                   | 3G            |
| Ёмкость батареи             | 4100 mAh        | 4100 mAh             | 4000 mAh      |

На начало декабря 2011 года на сайте компании «Связной» указана цена 14990 руб. в предзаказе. С 24 декабря началась продажа через салоны и интернет-магазины. С первого апреля 2012 года цена устройства в некоторых интернет-магазинах снизилась и стала меньше 14 тысяч рублей.

## Награды и номинации
По версии некоторых интернет-ресурсов, освещающих мобильные устройства и информационные технологии, MediaPad входит в число лучших планшетов в своём классе на начало 2012 года(T-Mobile SpringBoard в США).
ИТ-издание Ferra.ru присудило планшету награду «Удачная покупка».
Редакция CNews назвала аппарат лучшим семидюймовым планшетом 2011 года.